# Паспорт громадянина Косова

Косово
Країни, що визнають Косово та паспорти Косова
Країни, що не визнають Косово, але дозволяють в'їзд за паспортом Косова
Країни, які вдалось відвідати з паспортом Косова

Па́спорт громадяни́на Косова — документ, що видається громадянам Косова, для здійснення поїздок за кордон. Паспорт також є підтвердженням громадянства Косова. Оскільки Косово є частково визнаною державою, то Косовські паспорти визнаються не всіма країнами. 

## Визнання

### Незалежності
- Афганістан[1]
- Албанія[2]
- Андорра[3]
- Антигуа і Барбуда[4]
- Австралія[5]
- Австрія[6]
- Бахрейн[7]
- Бельгія[8]
- Беліз[9]
- Бенін[10]
- Бруней[11]
- Болгарія[12]
- Буркіна-Фасо[13]
- Бурунді[14]
- Канада[15]
- Центральноафриканська Республіка[16]
- Чад[17]
- Колумбія[18]
- Коморські Острови[19]
- Коста-Рика[20]
- Кот-д'Івуар[21]
- Хорватія[22]
- Чехія[23]
- Данія[24]
- Джибуті[25]
- Домініка[26]
- Домініканська Республіка[27]
- Єгипет[28]
- Сальвадор[29]
- Естонія[30]
- Федеративні Штати Мікронезії[31]
- Фіджі[32]
- Фінляндія[33]
- Франція[34]
- Габон[35]
- Гамбія[36]
- Німеччина[37]
- Гана[38]
- Гренада[39]
- Гвінея[40]
- Гвінея-Бісау[41]
- Гаяна[42]
- Гаїті[43]
- Гондурас[44]
- Угорщина[45]
- Ісландія[46]
- Ірландія[47]
- Італія[48]
- Японія[49]
- Йорданія[50]
- Кірибаті[51]
- Кувейт[52]
- Латвія[53]
- Лесото[54]
- Ліберія[55]
- Лівія[56]
- Ліхтенштейн[57]
- Литва[58]
- Люксембург[59]
- Північна Македонія[60]
- Малаві[61]
- Малайзія[62]
- Мальдіви[63]
- Мальта[64]
- Маршаллові Острови[65]
- Мавританія[66]
- Монако[67]
- Чорногорія[68]
- Науру[69]
- Нідерланди[70]
- Нова Зеландія[71]
- Нігер[40]
- Норвегія[72]
- Оман[73]
- Палау[74]
- Пакистан[75]
- Панама[76]
- Папуа Нова Гвінея[77]
- Перу[78]
- Польща[79]
- Португалія[80]
- Катар[81]
- Сент-Кіттс і Невіс[82]
- Самоа[83]
- Сан-Марино[84]
- Сент-Люсія[85]
- Сан-Томе і Принсіпі[86]
- Саудівська Аравія[87]
- Сенегал[88]
- Сьєрра-Леоне[89]
- Словенія[90]
- Соломонові Острови[91]
- Сомалі[92]
- Південна Корея[93]
- Есватіні[94]
- Швеція[95]
- Швейцарія[96]
- Танзанія[97]
- Таїланд[98]
- Східний Тимор[99]
- Тонга[100]
- Того[101]
- Туреччина[102]
- Тувалу[103]
- Уганда[104]
- ОАЕ[105]
- Велика Британія[106]
- США[107]
- Вануату[108]
- Ємен[109]

### Лише паспорти
| - Боснія і Герцеговина - Бразилія - Греція - Ізраїль[джерело?] | - Румунія - Словаччина - Суринам - Україна |

Де-факто також існує можливість подорожувати до:
| - Багамські Острови - Камбоджа - КНР - ДР Конго | - Еквадор - Грузія - Ірак - Ліван | - Марокко - Філіппіни - ПАР | - Іспанія - Судан - В'єтнам |